# Iris hookeriana
Iris hookeriana là một loài thực vật có hoa trong họ Diên vĩ. Loài này được Foster miêu tả khoa học đầu tiên năm 1887.